# 2189 Zaragoza
2189 Zaragoza је астероид главног астероидног појаса са средњом удаљеношћу од Сунца која износи 2,403 астрономских јединица (АЈ).
Апсолутна магнитуда астероида је 12,8.